# Butori
Butori su naselje u općini Višnjan u Istarskoj županiji u Hrvatskoj.

## Povijest
Do teritorijalnog preustroja Hrvatske bili su u sastavu stare općine Poreč. Kao samostalno naselje Butori se navode od popisa stanovništva 2011. godine.

## Stanovništvo
Pri popisu 2021. godine Butori su imali 3 stanovnika.
| broj stanovnika | 7     | 3     |
|                 | 2011. | 2021. |